# Lukovo (Kratovo)
Lukovo (macedónul: Луково) település Észak-Macedóniában, a Északkeleti körzetben, Kratovo községben.

## Népesség
| Lakosok száma | 167  | 200  | 147  | 107  | 49   | 17   | 16   | 4    | 1    |
|               | 1948 | 1953 | 1961 | 1971 | 1981 | 1991 | 1994 | 2002 | 2021 |

- 2002-ben 4 lakosa volt, akik mindannyian macedónok.